# Ammobates muticus
Ammobates muticus là một loài Hymenoptera trong họ Apidae. Loài này được Spinola mô tả khoa học năm 1843.